# Marianerkreuz
La Cruz Marianer (formalmente Cruz de Santa María de Jerusalén) fue una condecoración otorgada por el Gran Maestre de la Orden Teutónica a determinados nobles que colaboraban con esta.

## Historia
La condecoración se creó junto con el establecimiento del Servicio de Salud Voluntario de la Orden Teutónica (cuyos miembros eran conocidos como Marianer) en 1871, por parte del gran maestre de esta, el archiduque Guillermo Francisco de Austria. Este servicio fue creado para afirmar la voluntad hospitalaria de la Orden, tras la Guerra Franco-prusiana y como parte de los esfuerzos para devolver la orden a su esplendor anterior a la Revolución francesa.
En el momento de establecer el Servicio de Voluntarios Sanitarios se definió la posibilidad de que aquellos nobles de ambos sexos del Imperio austríaco y otros países que no fuesen miembros de la orden, pudiesen dar una donación anual igual o superior a 25 florines. Como reconocimiento de esta donación, se estableció la Marianerkreuz para estos nobles. Además, la Marianerkreuz servía de forma oficiosa para reconocer la relación de la orden con el condecorado, ya que a diferencia del resto de órdenes, la Teutónica no permitía que sus caballeros aceptaran cualquier otra orden.
Entre los personajes que fueron condecorados con la cruz se encontraban diversos príncipes como Juan II de Liechtenstein o la infanta Isabel de Borbón.

## Descripción
La cruz tenía la forma de la de la Orden teutónica, cruz latina patada esmaltada en negro y bordeada de esmalte blanco. En el centro de la cruz, se situaba un escusón circular esmaltado de blanco que contaba en el anverso con una cruz roja sobre el mismo y alrededor un borde negro sobre el que se inscribía:
ORDO•TEUTO•HUMANITATI.
En el reverso de la cruz, el escusón blanco mostraba en letras negras esmaltadas el añi de fundación de la decoración, 1871, rodeadas por un borde negro.

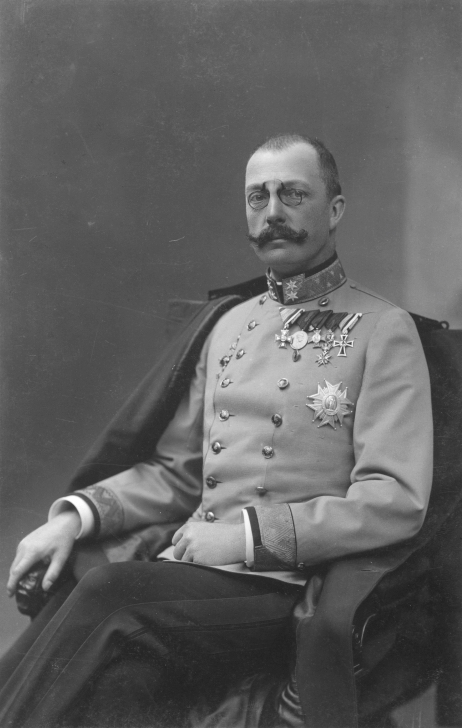
El archiduque Francisco Salvador de Austria con la Marianerkreuz sobre su uniforme. (c. 1910)

Las clases en que se otorgaba la cruz variaban según el lugar en el que se colocaba y el tipo de cinta del que pendía. En todo caso, las cintas eran variantes de la cinta negra de la orden teutónica.
En el caso de ser llevada por mujeres la condecoración pendía de la cinta formando un lazo en el lado izquierdo del pecho.